# Evangelische Kirche Oestrich

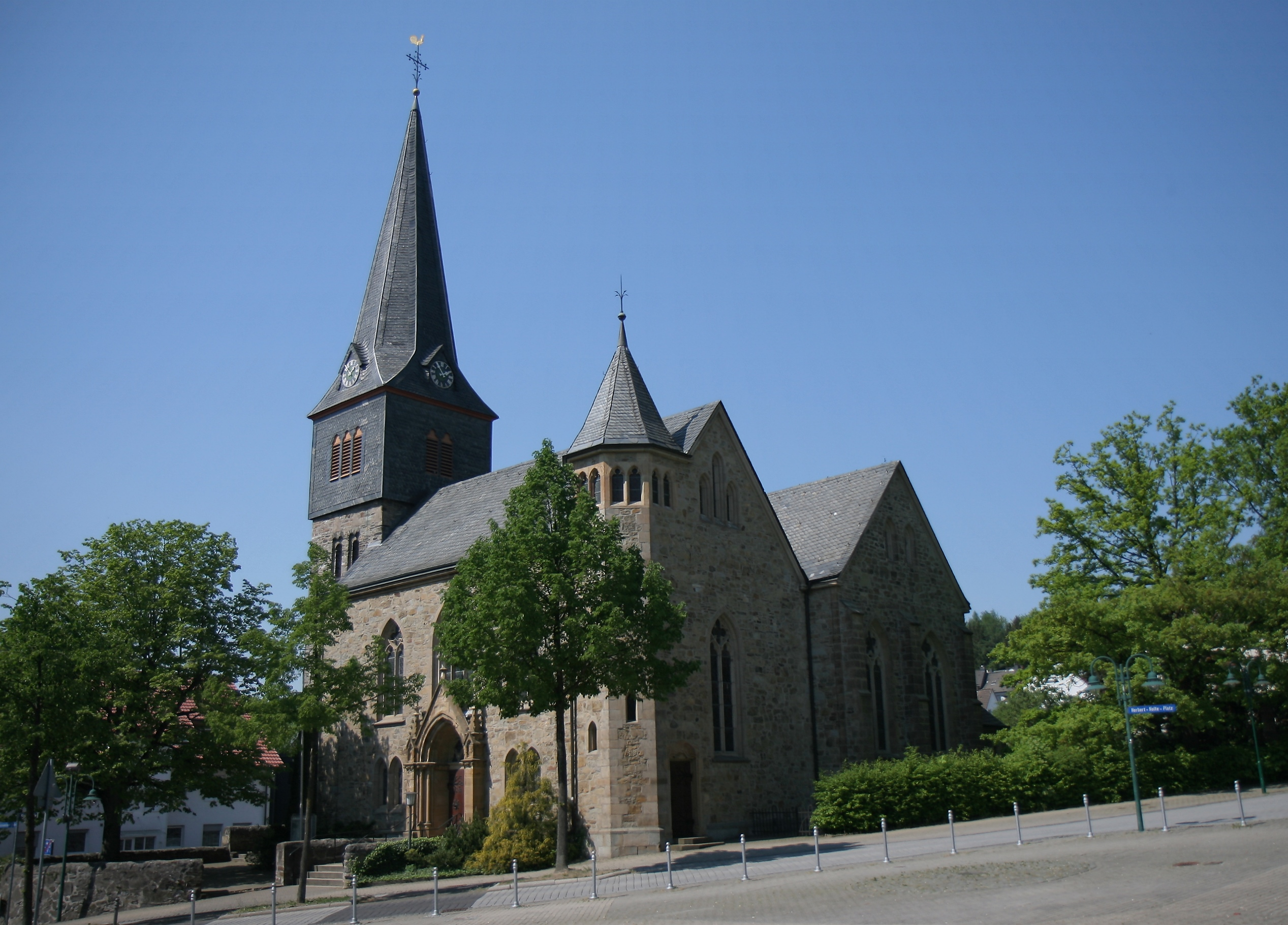
Evangelische Kirche

Die evangelische Kirche ist ein denkmalgeschütztes Kirchengebäude in Oestrich, einem Stadtteil von Iserlohn im Märkischen Kreis (Nordrhein-Westfalen).

## Geschichte und Architektur
Die Hallenkirche aus Bruchstein mit einem 5/8-Chor-Schluss wurde von 1905 bis 1907 von Gerhard August Fischer an einen vorhandenen Turm des 13. Jahrhunderts angefügt. Der Vorgängerbau, eine geostete Saalkirche des 15./16. Jahrhunderts bestimmte die Ausrichtung des ursprünglich als Erweiterung geplanten Baues. Durch Asymmetrien der Giebel, Anbauten und Versprünge hat die Anlage eine malerische Wirkung. Der Turm wurde aufgestockt. Im Innenraum ruhen Kreuzrippengewölbe über glatten Säulen. Es sind eine West- und eine Südempore eingebaut. Die Ausstattung wurde 1907 angeschafft.
Das Geläut besteht heute aus drei Gussstahlglocken mit den Tönen e', gis' und h'. Sie wurden 1920 in den Buderuswerken in Wetzlar im Auftrag von Heinrich Humpert aus Brilon gegossen.